# Bitwa o Malaje
Bitwa o Malaje (kampania malajska) – bitwa stoczona między wojskami alianckimi a japońskimi na Malajach od 8 grudnia 1941 roku do 31 stycznia 1942 roku podczas II wojny światowej. Podczas kampanii wojska brytyjskie oraz Wspólnoty Brytyjskiej stoczyły wiele starć lądowych z armią japońską. Dla brytyjskich, indyjskich, australijskich i malajskich wojsk kampania na Malajach zakończyła się jednak porażką.
Bitwa ta jest znana z powodu użycia przez Japończyków piechoty rowerowej, co pozwoliło żołnierzom japońskim przenosić więcej sprzętu i szybko poruszać się w gęstym terenie dżungli. Brytyjskie wojska inżynieryjne, wyposażone w ładunki wybuchowe, zniszczyły ponad sto mostów podczas odwrotu, jednak taktyka ta nie pomogła w powstrzymaniu Japończyków. W tym samym czasie Japończycy zdobyli Singapur, tracąc razem 9600 żołnierzy.
Wojska alianckie wsparł miejscowy ruch oporu, czyli Antyjapońska Armia Narodów Malajów, która w późniejszych etapach okupacji japońskiej była potajemnie szkolona i zbrojona przez Brytyjczyków.

## Podłoże

### Krótki rys historyczny

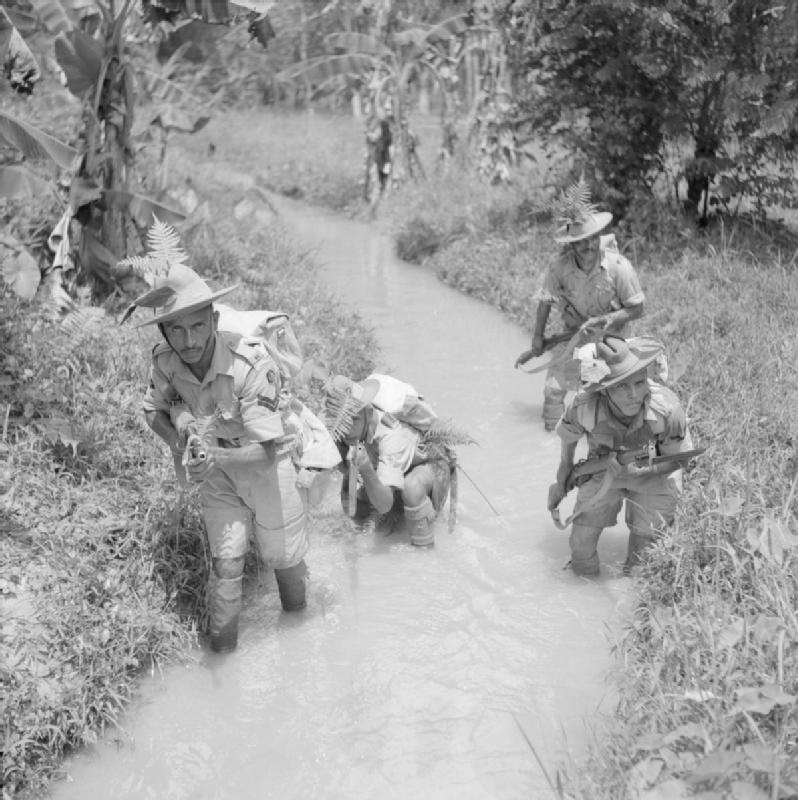
Żołnierze gurkhijscy podczas walk w dżungli malajskiej, grudzień 1941 roku

Brytyjczycy wydzierżawili Singapur od sułtana Dżohoru w 1819 roku, a w 1867 roku został on kolonią brytyjską. Miasto i port przynosiły Imperium Brytyjskiemu ogromne zyski handlu (eksport kauczuku i cyny), ale przede wszystkim pozwalały Royal Navy kontrolować żeglugę na cieśninie Malakka. Dla silnej floty japońskiej oznaczało to w praktyce zamknięcie drogi na Ocean Indyjski. Baza morska w Singapurze powstała w 1924 roku. Rozbudowa trwała do 1928 roku i kosztowała 60 mln funtów. Baza dysponowała suchym dokiem, który mógł pomieścić największe jednostki Royal Navy, w 1933 roku rozpoczęto budowę lotnisk (Tengah, Kallang, Seletar i Sembawang). Jednak największą wagę przykładano do rozbudowy stanowisk artylerii nabrzeżnej. Sztab Imperialny wyszedł bowiem z założenia, że Singapur może zostać zaatakowany jedynie od strony morza. Spodziewano się desantu morskiego podobnego do desantu na Port Artur w 1905 roku. Zbudowano 9 stanowisk dla armat 152 mm (podwójne armaty), 2 stanowiska dla armat kalibru 380 mm (jedno dla dwóch i jedno dla trzech armat) oraz 2 stanowiska dla armat 203 mm (jedno dla dwóch i jedno dla trzech armat). Armaty zostały rozmieszczone w pancernych wieżach lub betonowych działobitniach. Każda bateria była niezależnym stanowiskiem i mogła prowadzić walkę samodzielnie.

### Siły, plany i przygotowania aliantów

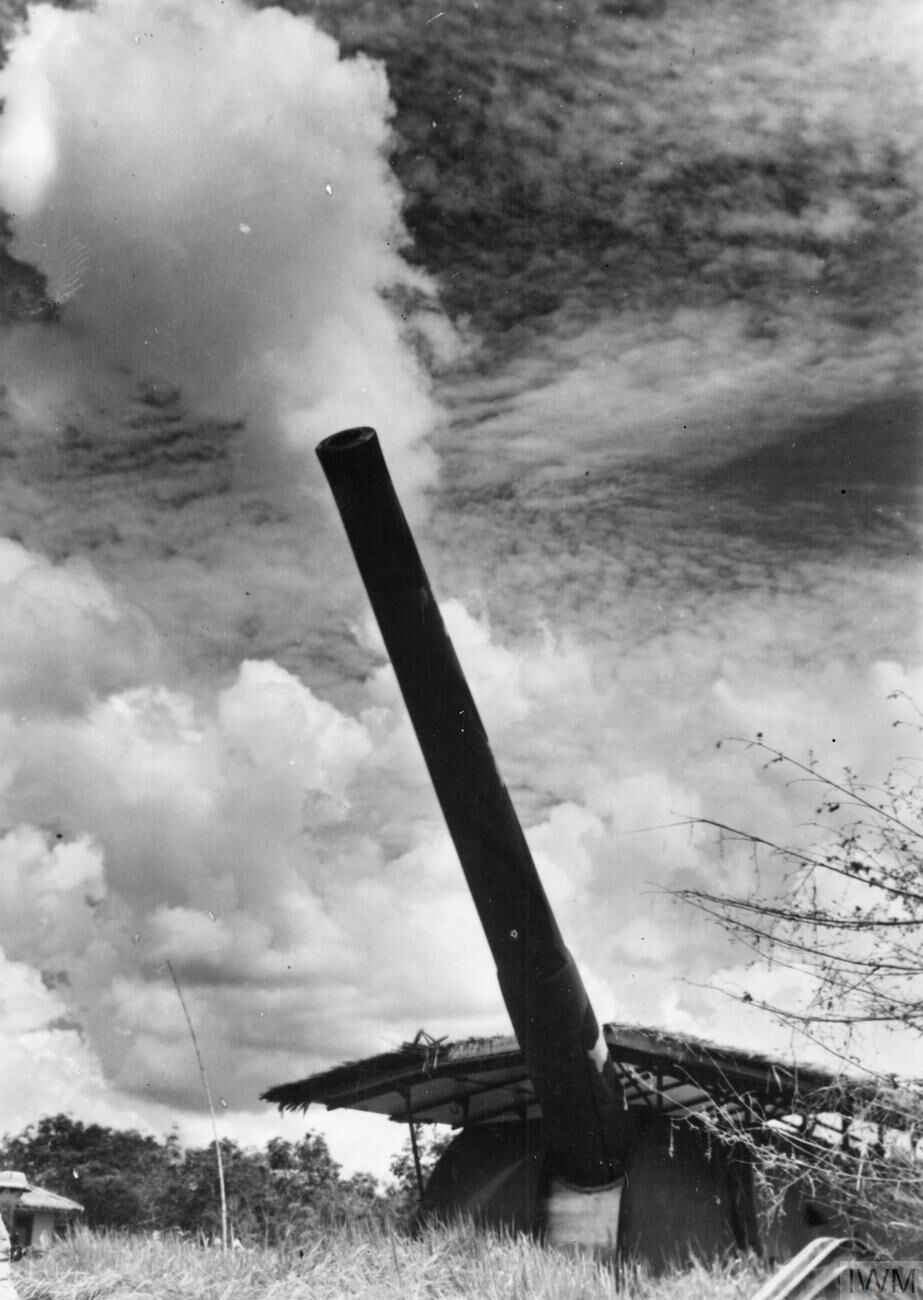
Jedno ze 152 mm dział artylerii nadbrzeżnej Singapuru podnoszące się do otwarcia ognia, 8 grudnia 1941 roku

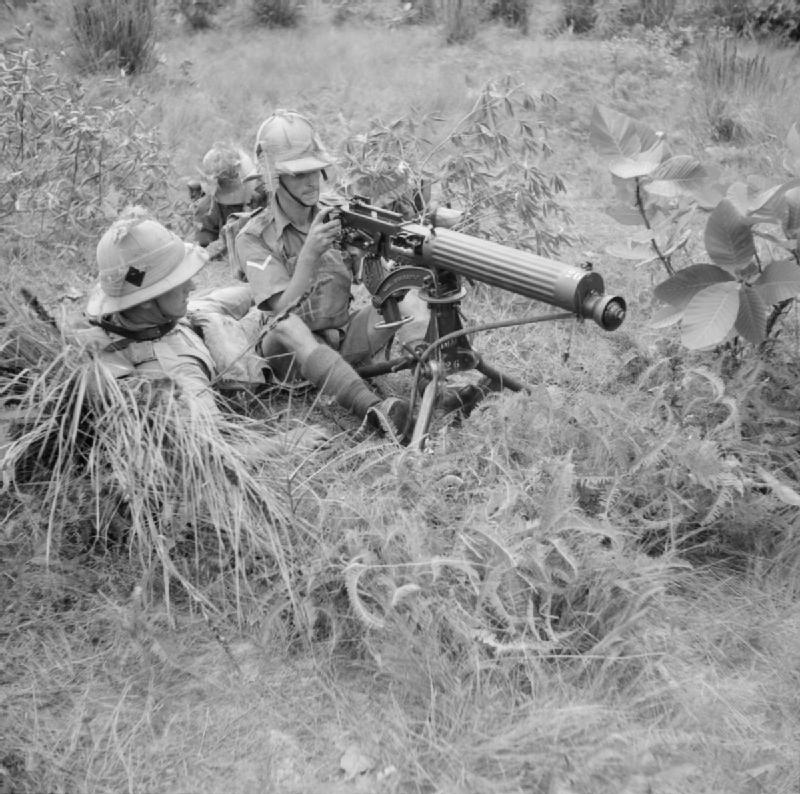
Brytyjska obsługa karabinu maszynowego Vickers na Malajach 17 października 1941 roku

Siły brytyjskie na Malajach (Malaya Command), którymi dowodził gen. por. Arthur E. Percival, składały się z: hinduskiego III Korpusu gen. mjr. Lewisa Heatha, australijskiej 8. Dywizji Piechoty gen. mjr. Gordona Bennetta, hinduskiej 12. Brygady Piechoty brygadiera A.C.M. Parisa oraz Sił Fortecznych gen. mjr. F.K. Simmonsa. Percivalowi podlegały także jednostki w Sarawaku (brytyjska część Borneo), którymi dowodził mjr. C.M. Lane (2/15 Punjab oraz dwie kompanie ochotnicze), a także oddziały na Wyspie Bożego Narodzenia. Hinduski III Korpus składał się z 9. Dywizji Piechoty dowodzonej przez gen. mjr. A.E. Barstowa (hinduskie 8. i 9. Brygada oraz 88. królewski pułk artylerii), 11. Dywizji Piechoty dowodzonej przez gen. mjr. D.M. Murraya-Lyona (hinduskie 6. i 28. Brygada), Brygady „Penang”, czyli brygady ochotniczej, którą dowodził brygadier R.G. Moir. Rezerwę Korpusu stanowiła hinduska 15. Brygada Piechoty. Wszystkie brygady składały się z trzech pułków, natomiast brygada ochotnicza z czterech pułków, w skład australijskiej 8. Dywizji Piechoty wchodziły: 22. i 27. Brygada Piechoty (trzy pułkowe) oraz trzy pułki artylerii polowej i pułk artylerii przeciwlotniczej. Siły Forteczne składały się z malajskiej 1. Brygady Piechoty (brygadier G.G.R. Williams), malajskiej 2. Brygady Piechoty (brygadier F.H. Fraser), Brygady Ochotniczej (płk. R.G. Grimwood), jednostek fortecznych (4 kompanie forteczne), którymi dowodził brygadier Ivon Simson. Osłonę przeciwlotniczą Singapuru (twierdzy) zapewniały trzy ciężkie i trzy lekkie pułki artylerii przeciwlotniczej. Artylerią dowodził brygadier W.G. Wildey. Artylerią polową (trzy pułki) dowodził brygadier A.D. Curtis. Łącznie dysponowano ok. 90 tys. żołnierzy.
W kwietniu 1941 roku szef Sztabu Imperialnego mianował na stanowisko głównodowodzącego gen. por. A.E. Percivala. Był to oficer o niezwykle gruntownym wykształceniu wojskowym, doskonały planista i strateg. Na zlecenie sztabu w 1937 roku opracował raport dotyczący obrony Malajów przed japońską agresją. Był zatem najbardziej odpowiednim kandydatem. Zapoznając się z organizacją obrony na Malajach, natychmiast dostrzegł wiele poważnych błędów i zaniedbań. Przyjął – jak się później okazało słusznie – że jedyną możliwością zajęcia Malajów jest atak lądowy od strony Tajlandii. W latach 30. w brytyjskim Sztabie Imperialnym panowała opinia, że dżungla na Malajach jest nie do przebycia. Nawet jeszcze w 1940 roku wielu oficerów wyznawało ten pogląd. Jednak w połowie 1940 roku Sztab Imperialny zalecił wzmocnienie obrony Malajów właśnie w obawie przed atakiem lądowym. Planom tym przeciwstawił się Churchill, który nie dopuścił do wysłania nowych jednostek na Malaje. Zawarto kompromis, w celu wzmocnienia sił brytyjskich zdecydowano się wysłać pancerniki HMS „Prince of Wales” i HMS „Repulse”. Zrezygnowano z wysłania jednostek pancernych, gdyż wszystkie czołgi skierowano do Egiptu, gdzie przygotowywano się do kolejnej ofensywy (Compass). Percival nie miał najlepszego zdania o sztabie Malaya Command, większość oficerów prezentowała raczej przeciętny poziom wiedzy wojskowej. Generał nie był w stanie narzucić swojego zdania, z tego powodu narady zamieniały się w dyskusje, co dla planowania wojskowego było zgubne. Wynikało to z braku doświadczenia w dowodzeniu wojskami na szczeblu operacyjnym. Dodatkowo nie był on w stanie przekonać władz cywilnych, aby podjęły szereg zarządzeń w celu obrony przed agresją. Gdy Percival wydał rozporządzenie o przymusowych robotach budowlanych przy rozbudowie okopów na żądanie gubernatora Singapuru sir Shentona Thomasa, musiał je odwołać, gdyż brak robotników na plantacjach kauczuku mógł poważnie zaszkodzić gospodarce kolonii.
Percival na wypadek japońskiego zagrożenia opracował plan „Matador”. Polegał on na wyprzedzającym uderzeniu na syjamskie porty Songkhla i Pattani, które, jak zakładano, będą chcieli zdobyć Japończycy, a następnie zdobyć pozycje w rejonie przesmyku Kra. Uderzenie miała wykonać hinduska 11. Dywizja Piechoty, która rozmieszczona była nad granicą z Syjamem. Percival zwrócił się o zgodę na wykonanie operacji „Matador” do naczelnego dowódcy sił zbrojnych na Dalekim Wschodzie marsz. sir Roberta Brooke’a-Pophama, jednak zgody takiej nie otrzymał. Brooke-Popham postępował zgodnie z instrukcjami rządu, które jednoznacznie nakazywały czekanie na japoński atak. Brytyjczycy chcieli jednoznacznej sytuacji, w której to strona japońska będzie agresorem. Oznaczało to oddanie inicjatywy strategicznej Japończykom.
Na dodatek, jeszcze przed wybuchem wojny, aby wzmocnić obronę Malajów przed ewentualnym atakiem japońskim, rząd brytyjski utworzył silny zespół morski przeznaczony do działań na Dalekim Wschodzie (Force Z) pod dowództwem adm. Thomasa Phillipsa. W jego skład miały początkowo wejść: okręt liniowy HMS „Prince of Wales” (dowódca – kmdr John Leach), krążownik liniowy HMS „Repulse” (dowódca – kmdr William Tennant), lotniskowiec HMS „Indomitable” oraz cztery niszczyciele eskorty („Express”, „Electra”, „Encounter” i „Jupiter”). Ostatecznie z zespołu wycofano lotniskowiec „Indomitable”, który uległ uszkodzeniu po wejściu na skały w pobliżu Jamajki. 2 grudnia 1941 roku oba okręty wraz z eskortą wpłynęły do Singapuru.
Plan obrony opracowany w sztabie Percivala zakładał, że obszar Malajów broniony będzie następująco: zachodnia część broniona będzie przez australijską 8. Dywizję Piechoty, północny obszar (granica z Syjamem) broniony będzie przez hinduskie 11. i 18. Dywizję Piechoty, rejon południowy osłaniany będzie przez malajską 1. Brygadę Piechoty.

### Plany i siły Japończyków

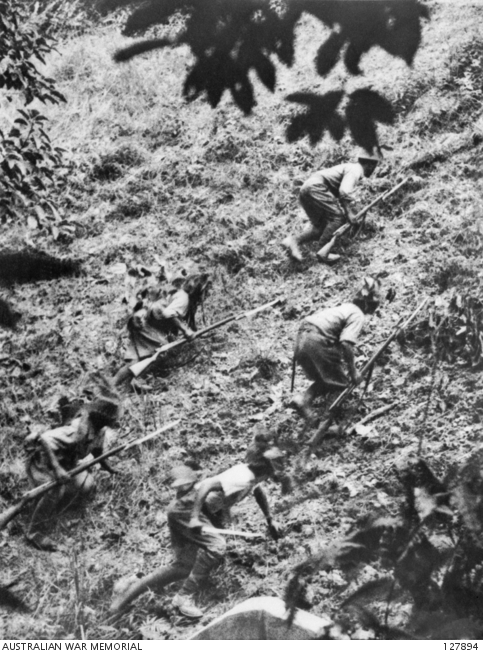
Japońscy żołnierze podczas walk o Gemas, 14 stycznia 1942 roku

Jednym z podstawowych celów Japończyków w ataku na Malaje było zdobycie tego półwyspu, bogatego w surowce strategiczne, m.in. kauczuk i cynę. Celem Japończyków było zdobycie tego półwyspu, łącznie z ważną, silnie ufortyfikowaną brytyjską twierdzą – Singapurem. Wojska japońskie chciały także wykorzystać Malaje, po ich zdobyciu, jako bazę wypadową do dalszej ekspansji na Holenderskie Indie Wschodnie i Ocean Indyjski.

Operacja przeciwko Malajom została zaplanowana jako wspólne przedsięwzięcie Marynarki Cesarskiej i armii lądowej. Jej powodzenie zależało od rozwinięcia wojsk desantowych przed przystąpieniem do działań wojennych. Japończycy nie liczyli się z uwarunkowaniami dyplomatycznymi, zespoły desantowe miały zająć wyznaczone rejony w Zatoce Syjamskiej (ob. Zatoka Tajlandzka) w nocy z 6 na 7 grudnia i zaatakować 8 grudnia. Desant zamierzano zrzucić na obszarze Syjamu w rejonach: Prachuap, Chumphon, Bandon, Nakhon, Songkhla i Pattani, tylko jeden obszar desantu pod Kota Baharu znajdował się na terenie brytyjskich Malajów. Następnie dywizje japońskie miały się poruszać wzdłuż zachodniego wybrzeża (oś głównego natarcia) oraz prowadzić walki w rejonie Kota Baharu i Gong Kedah. Działania na wybrzeżu wschodnim miały charakter lokalny i demonstracyjny. Punktem docelowym pierwszej fazy było miasto Singapur. W drugiej zaś zamierzano przeprowadzić szturm na twierdzę. Jak już wspominano, gen. Percival liczył się z tak zaplanowanym i przeprowadzonym atakiem. Jednakże w swoim stadium o obronie Malajów z 1937 roku stwierdzał: 
Japończycy prawdopodobnie nie zaatakują między grudniem a lutym, w najgorszym okresie pory monsunowej, wiązałoby się to ze znacznym ryzykiem.
 Generał w grudniu 1941 roku nadal podtrzymywał tę opinię. Popełnił kardynalny błąd, zakładał bowiem, że przeciwnik myśli podobnie jak on. Podobny błąd popełnili Niemcy, gdy w 1944 roku zakładali, że inwazja nastąpi w rejonie Calais, a nie w Normandii.
Malaje miała zająć 25. Armia gen. Tomoyuki Yamashity, która składała się z: Dywizji Gwardii Cesarskiej gen. Tarobi Nishimury, 5. Dywizji Piechoty gen. Taruko Matsui i 18. Dywizji Piechoty gen. Renya Mutaguchi. 3. Brygada Pancerna składała się z: 1. pułku czołgów płk. Mukaidy (37 czołgów średnich Typ 97 Chi-Ha oraz 20 czołgów lekkich Typ 95 Ha-Go), 6. pułku czołgów płk. Kawamury (37 czołgów średnich Typ 97 oraz 20 czołgów lekkich Typ 95) oraz 14. pułku czołgów płk. Kity (20 czołgów lekkich Typ 95). 4 grudnia został zakończony załadunek wojsk inwazyjnych. 18 transportowców zostało skierowanych na Zatokę Syjamską. Pierwszy rzut 25. Armii podzielono na dwie grupy, które spotkały się 6 grudnia.

### Ostatnie dni pokoju
6 grudnia jedna z grup 25. Armii została zaobserwowana przez samolot zwiadowczy. Złożony meldunek nie spowodował żadnej reakcji ze strony brytyjskiej. Rankiem 7 grudnia ponownie napłynęły informacje o konwojach i Percival zgodził się na ogłoszenie alarmu dla hinduskiej 11. Dywizji Piechoty, jednak nie wydano rozkazu rozpoczęcia operacji Matador. Powstaje pytanie, dlaczego Brytyjczycy nie wiedzieli o ataku na Pearl Harbor. Otóż nalot japoński na Pearl Harbor rozpoczął się o godz. 7:55 w dniu 7 grudnia (czasu lokalnego). Amerykanie z Waszyngtonu przesłali informacje do Londynu, że atak miał miejsce o godz. 18:25 7 grudnia. Z powodu różnicy czasu pomiędzy Hawajami, Londynem, a Malajami, dla Brytyjczyków atak na Malaje rozpoczął się półtorej godziny przed nalotem na Pearl Harbor. Już po lądowaniu na Malajach gen. Percival otrzymał zgodę na podjęcie operacji Matador, było jednak za późno. Gdy indyjska 11. Dywizja Piechoty rozpoczęła marsz w stronę wyznaczonych celów, na przesmyku Kra znajdowały się wszystkie wojska inwazyjne.

## Bitwa

### Japońskie lądowanie
Jako pierwsze wylądowały 5. Dywizja Piechoty i sztab 25. Armii. Japończycy w nocy wylądowali w rejonie Kota Baharu, gdzie oddziały 56. pułku piechoty miały prowadzić działania zaczepne, które odwróciłyby uwagę od głównego natarcia. Do Kota Baharu Brytyjczycy skierowali 3/17 Dogras. Hindusi nie zdołali powstrzymać Japończyków, którzy do wieczora uchwycili przyczółki i stopniowo przesuwali się naprzód. Brytyjczycy mieli duże problemy z organizacją dowodzenia. Dowódca III Korpusu, gen. Heath, rozlokował swój sztab w Kuala Lumpur, ok. 300 km od granicy z Syjamem. Oznaczało to, że nie mógł koordynować posunięcia swoich jednostek. Dodatkowo sztab Percivala mieścił się 400 km na południe od sztabu III Korpusu. W praktyce wiadomości, które otrzymywał sztab Percivala, były nieaktualne. Plan brytyjski zakładał powodzenie operacji Matador, w praktyce już pod koniec pierwszego dnia obrona brytyjska została poważnie nadwyrężona. Lotnictwo japońskie dokonało ciężkich nalotów na lotniska RAF-u. Zostało zniszczonych 40 samolotów na ziemi i w trakcie walk powietrznych. Na skutek opóźnień w wydawaniu rozkazów dopiero po południu pierwsze oddziały z 11. Dywizji Piechoty przekroczyły granicę z Syjamem, aby jeszcze na terytorium syjamskim powstrzymać Japończyków.

### Wojna powietrzna nad Malajami podczas bitwy

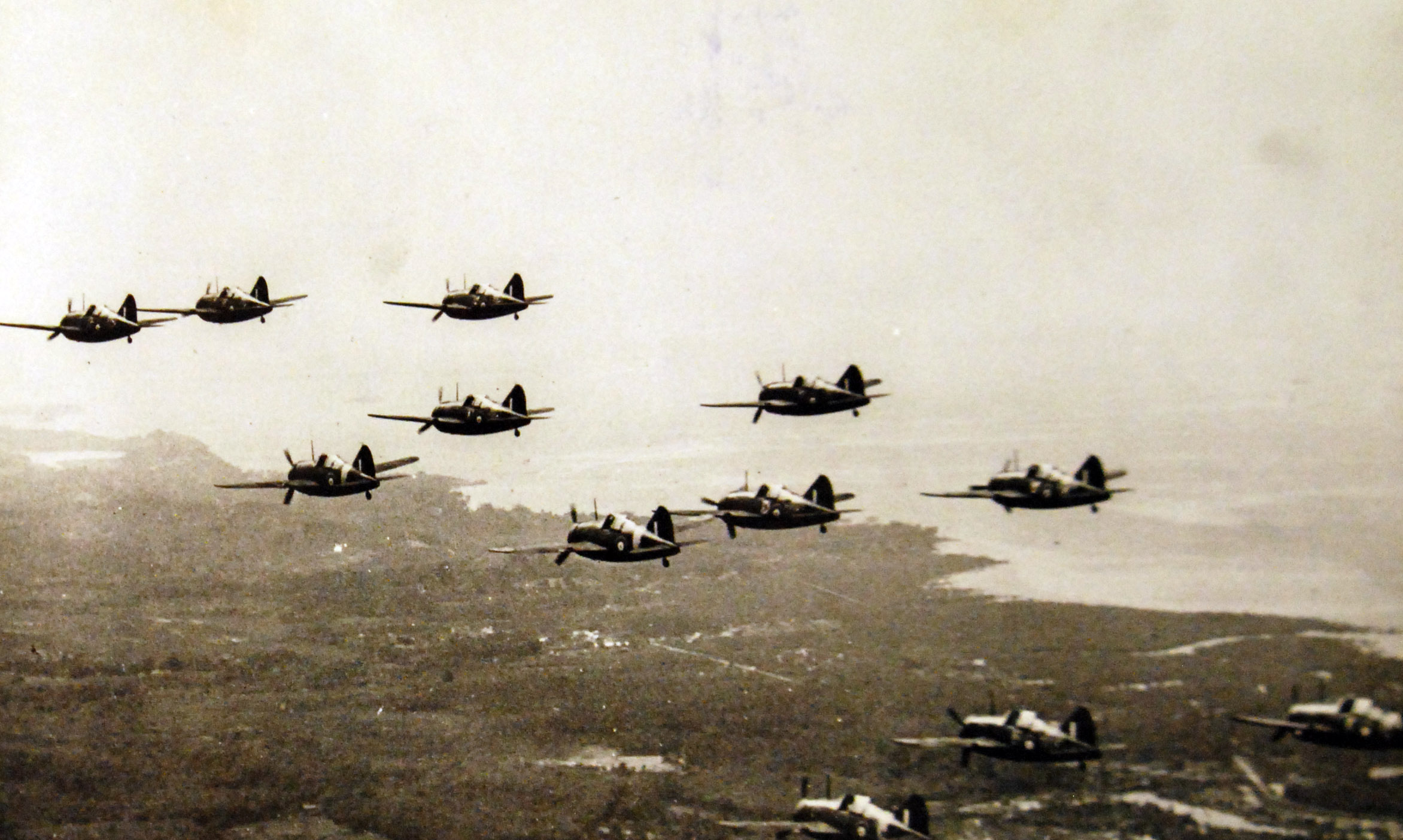
Formacja dwunastu Brewster’ów Buffalo należących do Royal Air Force nad Malajami w 1941 roku

Alianckie dywizjony myśliwskie na Malajach, wyposażone w Brewstery Buffalo, nękane były przez wiele problemów, w tym przestarzałe i źle wyposażone samoloty, niedostateczny zapas części zamiennych, niewystarczającą liczbę personelu pomocniczego, lotniska, które było trudno bronić przed atakiem powietrznym, brak dobrej i spójnej struktury dowodzenia, sprzeczności i konflikty pomiędzy dywizjonami i personelem RAAF-u oraz RAF-u i niedoświadczonych pilotów z brakiem odpowiedniego przeszkolenia.
Kolejnym problemem były myśliwce Mitsubishi A6M Zero i Nakajima Ki-43 Oscar, które przewyższały pod każdym względem wszystkie alianckie myśliwce na Malajach. Z tego powodu alianckie lotnictwo poniosło dotkliwe straty w pierwszym tygodniu kampanii w wyniku trwającego łączenia dywizjonów i ich stopniowej ewakuacji do Holenderskich Indii Wschodnich. Jeden z pilotów alianckich, sierż. Malcolm Neville Read z 453. Dywizjonu RAAF, zginął w walce powietrznej poprzez uderzenie swoim Buffalo w japońskiego Nakajimę Ki-43  z 64. Sentai nad Kuala Lumpur 22 grudnia 1941 roku.

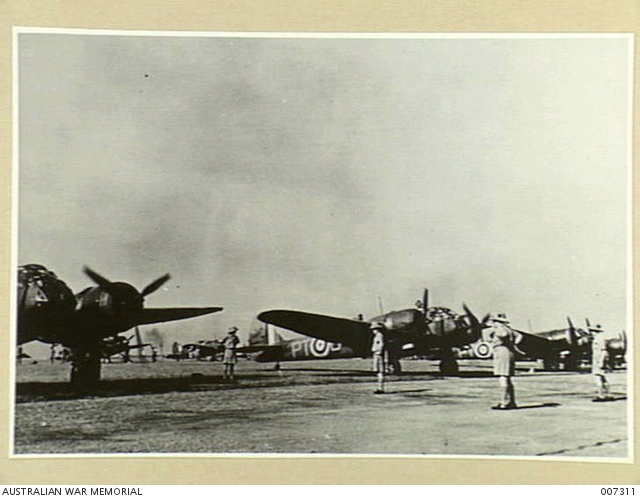
Bombowce Bristol Blenheim z 62. Dywizjonu RAF na Malajach w 1941 roku

Jeden dywizjon Sił Powietrznych Królewskiej Armii Holenderskich Indii Wschodnich (ML-KNIL), 2-VLG-V, został wysłany do Singapuru, biorąc udział w walkach po stronie aliantów, zanim został odesłany na Jawę 18 stycznia 1942 roku. Wielu holenderskich pilotów, w tym Jacob van Helsdingen i August Deibel, brało udział w walkach powietrznych nad Singapurem, stacjonując na lotnisku w Kallang. Osiągnęli oni razem sześć zwycięstw powietrznych, głównie zestrzeliwując Nakajimy Ki-27 Nate, które słabo wypadły w walkach na Malajach. Udział holenderskich pilotów w bitwie o Malaje nie miał jednak większego znaczenia w osłabieniu japońskiego lotnictwa.
Reszta samolotów, w tym samoloty bombowe Bristol Blenheim i Lockheed Hudson, miała ograniczoną wartość bojową, a lekkie bombowce Vickers Vildebeest były już zupełnie przestarzałe. Większość została zniszczona przez japońskie samoloty i odegrała minimalną rolę podczas bitwy. Jeden pilot Blenheima, mjr Arthur Scarf, został pośmiertnie odznaczony Krzyżem Wiktorii za atak przeprowadzony 9 grudnia.
W dodatku japońskiemu wywiadowi udało się rekrutować brytyjskiego oficera, kpt. Patricka Heenana, lotniczego oficera łącznikowego British Indian Army. Mimo że efekty działań Heenana są kwestionowane, to Japończycy mogli zniszczyć każdy samolot aliancki w północnej części Malajów w przeciągu trzech dni. Heenan został aresztowany 10 grudnia i wysłany do Singapuru. Mimo to Japończycy już wtedy osiągnęli przewagę powietrzną na Malajach.

### Bitwa pod Kuantanem
10 grudnia 1941 roku brytyjski zespół Force Z w składzie okrętów liniowych „Prince of Wales” i „Repulse” w osłonie brytyjskich niszczycieli „Express”, „Electra” oraz australijskich „Vampire” i „Tenedos” został zaatakowany o godz. 11:13 przez trzy fale japońskich samolotów z Korpusu Powietrznego Genzan wchodzącego w skład 22. Armii Lotniczej. Zespół brytyjsko-australijski opuścił Singapur dwa dni wcześniej, by zniszczyć japońskie wojska desantowe, które wylądowały na północy Malajów. Japończycy w trwającej półtorej godziny bitwie powietrzno-morskiej pod Kuantanem zatopili obie duże jednostki brytyjskie, tracąc przy tym jedynie 4 samoloty. Była to jedna z największych klęsk Royal Navy, a największa na Pacyfiku. Wraz z okrętami zginęli również dowódca eskadry, dowódca „Prince of Wales”, oraz 836 oficerów i marynarzy. Niszczyciele zespołu uratowały 2081 marynarzy z obu zatopionych okrętów.

### Japońska ofensywa przez Półwysep Malajski

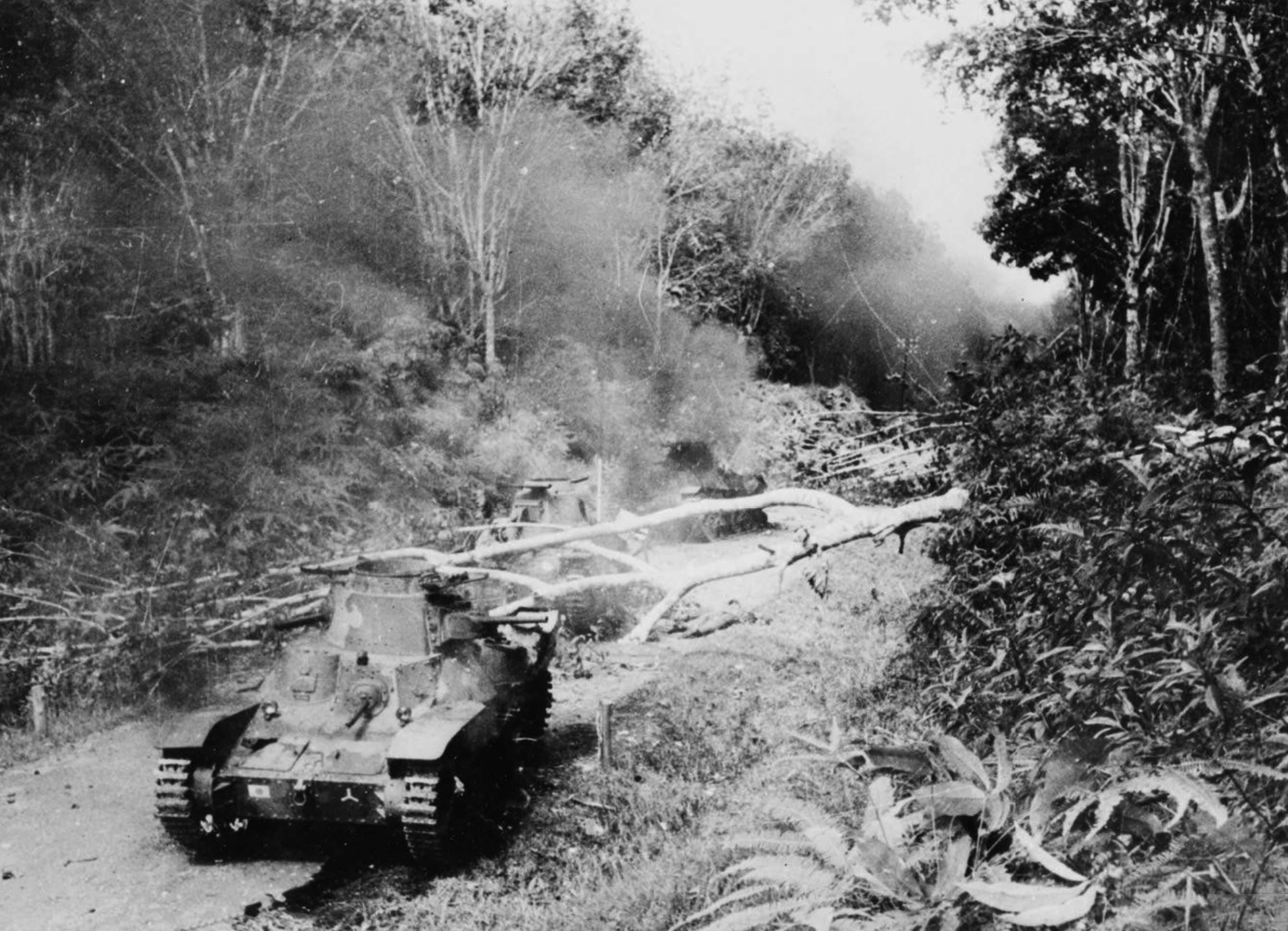
Trzy japońskie czołgi Typ 95 Ha-Go zniszczone przez australijską artylerię w pobliżu Bakri, 18 stycznia 1942 roku

Po wylądowaniu w południowej Tajlandii i północnych Malajach siły japońskie kontynuowały natarcie przez Półwysep Malajski napotykając najpierw na swej drodze najbardziej wysuniętą na północ jednostkę aliancką – hinduską 11. Dywizję Piechoty. Wojska japońskie posuwały się dwiema kolumnami. Na zachód maszerowała 5. Dywizja Piechoty, natomiast nieco bardziej na wschód 18. Dywizja Piechoty. Tylną straż stanowiła Dywizja Gwardii Cesarskiej. Dowódca 11. Dywizji Piechoty na prawym skrzydle rozlokował 15. Brygadę, na lewym skrzydle 6. Brygadę, natomiast 28. Brygada znajdowała się w rezerwie. Warto zwrócić uwagę, że do walki wprowadzono 15. Brygadę, która była jednostką odwodową III Korpusu. Pozycje nad rzeką Jitrą wspierały 155. pułk artylerii polowej, 80. pułk artylerii przeciwpancernej oraz 22. pułk artylerii górskiej. Natarcie japońskie przeprowadzał 41. pułk piechoty i główna jego siła skierowana została na pozycje 1/14 Punjab z 15. Brygady brygadiera Garetta. Hindusi nie wytrzymali impetu natarcia i o godz. 4:30 rano otrzymali rozkaz wycofania się w rejon wioski Nangka. Japończycy kontynuowali natarcie i 11 grudnia zepchnęli Hindusów do wsi Changlun, którą zdobył pluton czołgów Typ 95 z 1. pułku czołgów. Chcąc odzyskać wioskę, wydano rozkaz do kontrnatarcia. Natarcie 1/14 Punjab miało być wspierane z rejonu wioski Asan przez 2/1 Gurkha z 28. Brygady. Hindusi nie przeprowadzili jednak natarcia i wycofali się ze swoich pozycji – w ten sposób Gurkhowie znaleźli się w okrążeniu. Wywiązała się walka na bagnety. Część batalionu zdołała dotrzeć do 28. Brygady, jednak wielu poległo. Stracono także ciężkie uzbrojenie. W walkach pod Naghanka doszło do niecodziennego incydentu. Czołgi szybko zajęły drogę i załogi zobaczyły 10 armat przeciwpancernych (2-funtowych). Był to 2. dywizjon przeciwpancerny z 1/14 Punjab, którego obsługa ukryła się w zabudowaniach pobliskiej plantacji kauczuku. Japończycy rozjechali wówczas wszystkie armaty.

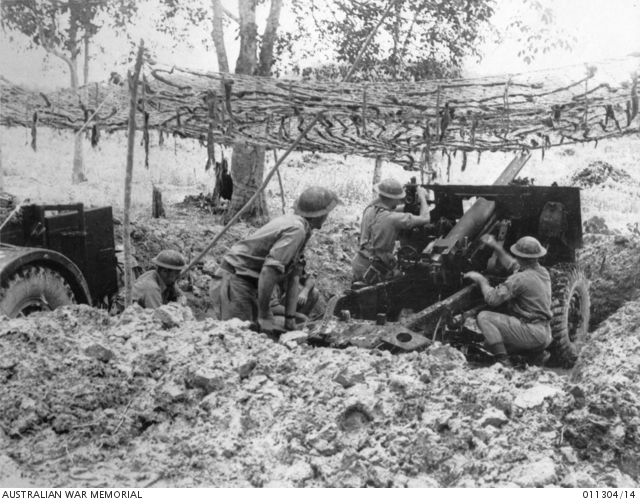
Australijscy żołnierze z 8. Dywizji Piechoty przygotowują działo 25-funtowe do otwarcia ognia do japońskich wojsk podczas walk o Bakri, styczeń 1942 roku

41. pułk piechoty z 5. Dywizji Piechoty wraz z 10 czołgami posuwał się naprzód i napotkał pozycje 2/9 Jat z 15. Brygady. Wysłane oddziały rozpoznawcze stwierdziły, że w tym rejonie znajdują się jeszcze 2/2 Gurkha oraz 1/Leicesters wsparty plutonem carrierów. Dowodzący 41. pułkiem płk. Saeki postanowił się nie śpieszyć i poczekać na resztę 9. Brygady Piechoty. 12 grudnia w rejon rzeki Jitry przybyła 9. Brygada Piechoty gen. Saburo Kawamury. Generał postanowił, że 41. pułk będzie nacierać po prawej stronie drogi, a po lewej stronie 40. pułk. Atak miał się rozpocząć w nocy, tak aby broniący się Brytyjczycy nie byli w stanie rozpoznać sił nacierających. Równocześnie płk. Saeki zezwolił na prowadzenie akcji nękających pozycje 1/Leicesters. Saeki rozkazał sformować specjalne grupy, które miały oskrzydlać pozycje brytyjskie i wszczynać starcia. Te nękające działania doprowadziły do tego, że o godz. 15:30 część oddziałów z 1/Leicesters otrzymała rozkaz wycofania się ze wsi Sungei Juntra, gdyż nie można było utrzymać pozycji. Rozpoczęte natarcie japońskie uzyskało całkowite powodzenie. Japończycy skrzydłami przez dżunglę obchodzili pozycje brytyjskie, które zazwyczaj znajdowały się w rejonie drogi lub zabudowań. O godz. 19:30 gen. Murray-Lyon poprosił o pozwolenie na odwrót i zajęcie pozycji w rejonie Sunghei Kedah niedaleko miasta Gurun. Radiogram nie dotarł do dowódcy III Korpusu, który jeszcze nie przybył do Kuala Lumpur i nadal znajdował się w Singapurze. Jeden z oficerów ze sztabu III Korpusu nadał go do kwatery gen. Percivala. Percival odpowiedział, że wycofanie oznaczać będzie utratę prowincji Kedah i pogorszenie sytuacji na Malajach. Zwracał uwagę, że przeciwko sobie ma jedynie jedną dywizję piechoty, a posiłki są już w drodze. Jednak w ostatnim zdaniu napisał: 
Być może zajęcie dogodniejszych pozycji obronnych pozwoli na powstrzymanie broni pancernej przeciwnika.
 W ten sposób Percival stracił całe Malaje. O godz. 22:00 Muray-Lyon wydał rozkaz oderwania się od przeciwnika i wycofania się w rejon Sunghei Kedah. Rozkaz odwrotu wywołał wściekłość żołnierzy 1. batalionu pułku Leicesters. Przez cały dzień przygotowywali swoje pozycje obronne, kopiąc okopy, robiąc pułapki i schrony na amunicję. Problemem było również to, że przez cały dzień na pozycje przychodzili żołnierze, którzy się pogubili w trakcie pierwszego odwrotu. Wymarsz miał nastąpić natychmiast, w nocy, gdy padał ulewny deszcz. Zapanował całkowity chaos. Bataliony się pomieszały, pozostawiono gigantyczne składy amunicji (gdyż z kwatery w Singapurze nie nadszedł rozkaz o ich zniszczeniu), a także ok. 350 samochodów i innych pojazdów. Oficerowie prowadzili swoich żołnierzy wzdłuż linii kolejowej, ponieważ nie było odpowiednich rozkazów. Jedynym oddziałem 11. Dywizji Piechoty, który walczył z Japończykami, był 2/2 Gurkha. Żołnierze ci nie mogli znieść hańby, jaką był odwrót. 12 grudnia 1941 roku hinduska 11. Dywizja Piechoty została pokonana. W tej sytuacji znamienne są słowa wypowiedziane w listopadzie przez gen. Yamashitę na odprawie w sztabie 25. Armii: 
Jeśli na Malajach jednostki hinduskie będą stanowiły trzon sił obronnych aliantów, nasze zadanie nie wydaje się trudne.
 W nocy 12 grudnia dowódca japońskiej 5. Dywizji Piechoty wysłał meldunek do Yamashity: 
Oddziały wroga nie mają ducha walki, są zadowoleni, jak się dostają do niewoli, cieszą się, że wojna się już kończy.

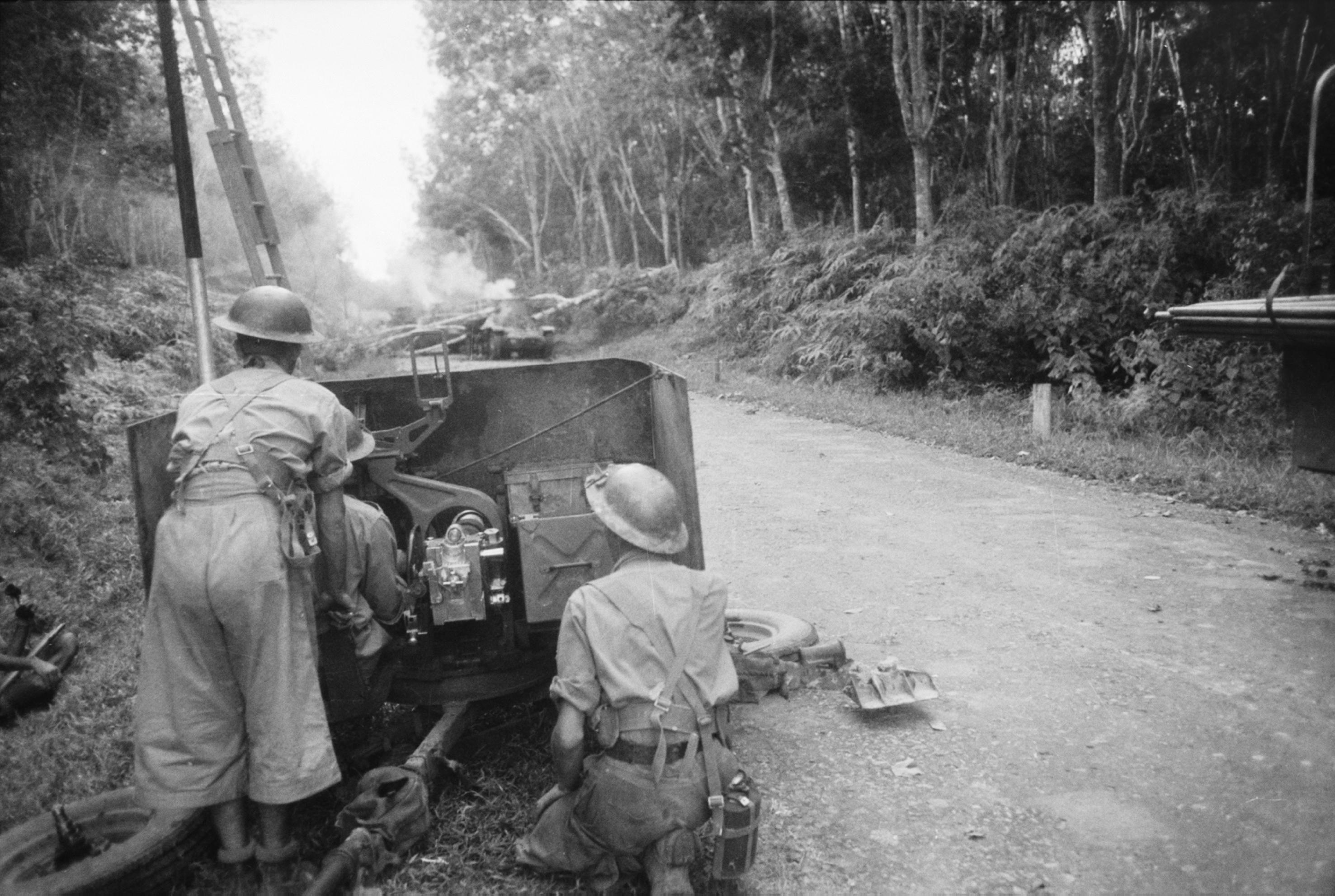
Australijscy artylerzyści otwierają ogień do japońskich czołgów podczas bitwy o Muar, 18 stycznia 1942 roku

13 grudnia jedynym związkiem taktycznym mogącym przeciwstawić się japońskiej 5. Dywizji Piechoty była 28. Brygada z rozbitej hinduskiej 11. Dywizji Piechoty. Obecnie najważniejsze było to, aby most drogowy, który znajdował się w Sunger Kedah, nie dostał się w ręce Japończyków. Gen. Murray-Lyon wraz z dowódcą saperów dywizyjnych postanowili dokonać inspekcji mostu. W trakcie dyskusji na most wjechał patrol japoński. Dwaj motocykliści zostali zabici. Tylko szybko reakcja Gurkhów spowodowała, że oficerowie brytyjscy pozostali wśród żywych. To zdarzenie spowodowało, że gen. Murray-Lyon nakazał jak najszybciej wysadzić most. Aby umożliwić przejście przez most wycofującym się oddziałom zorganizowano jego obronę. Osłonę mostu powierzono 2/9 Gurkha. Most po kilku godzinach został wysadzony w momencie, gdy na drodze pojawiły się kolumny żołnierzy japońskich. Japończycy znajdowali się tylko 9 km od stolicy prowincji – Gurun. Była ona ważnym węzłem komunikacyjnym. Z Gurun biegły szeroka asfaltowa droga aż do Singapuru oraz linia kolejowa. Obie drogi przebiegały wzdłuż zachodniego wybrzeża, a na wschód od nich (ok. 8 km) rozciągała się gęsta dżungla, następnie pasmo gór Banjaran Besak, które ciągnęły się przez całą prowincję Perak, Kelantan, Pahang, aż do prowincji Johor i Singapuru. Można było się spodziewać, że Japończycy skierują się wzdłuż wybrzeża. Przypuszczenia Brytyjczyków ponownie nie do końca okazały się trafne.
Japończycy postanowili połączyć siły w prowincji Perak w rejonie miasta Kuala Kangsar. W tym celu 5. Dywizja Piechoty posuwała się wzdłuż wybrzeża, a 18. Dywizja Piechoty po wschodniej stronie gór Banjaran Besak. Japończycy 22 grudnia dotarli do Kuala Kangsar i połączyli swoje siły. Jak wspomniano, jedyną siłą, która powstrzymywała marsz 5. Dywizji Piechoty były oddziały 11. Dywizji Piechoty. Centralny odcinek obrony zajmowała 6. Brygada, natomiast na prawym skrzydle znajdowała się 28. Brygada, a na lewym 15. Brygada. Stany brygad wynosiły poniżej 600 żołnierzy, bez artylerii dywizyjnej i ciężkiego uzbrojenia. 15 grudnia w rejon Gurun przybył dowódca III Korpusu, gen. Heath, i spotkał się z gen. Murrayem-Lyonem. Nowa linia obrony została wyznaczona w rejonie wsi Kroh i Grik oraz rzeki Muda. Obroną miał dowodzić brygadier Lay, dowódca 6. Brygady. Po konsultacjach z gen. Percivalem postanowiono zorganizować drugą linię obrony nad rzeką Perak i równocześnie ewakuować jednostki z pobliskiej wyspy Penang. Gen. Percival wydał stanowczy rozkaz, aby utrzymać pozycje, a wycofanie się za rzekę Muda może odbyć się jedynie na podstawie jego wyraźnego rozkazu.

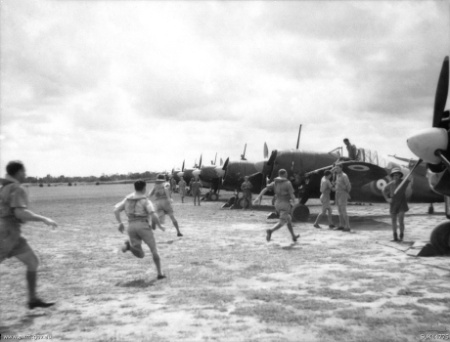
Piloci z 453. Dywizjonu RAAF biegną do swoich maszyn na dźwięk alarmu przeciwlotniczego, grudzień 1941 roku

Japończycy rozpoczęli natarcie od silnego bombardowania moździerzowego pozycji obsadzonych przez 2. batalion East Surrey. Od granatów moździerzowych polegli dowódca batalionu oraz większość oficerów sztabu, co znacznie osłabiło morale obrońców. Nacierający Japończycy wyparli Brytyjczyków z ich pozycji, a następnie przełamali pozycje 1/8 Punjab. Następnego ranka Lay skierował na centralną pozycję wszystkie dostępne oddziały, także część 28. Brygady brygadiera Carpendale’a. Ponownie dało znać o sobie niezdecydowanie gen. Murraya-Lyona. Gdy dowódcy 6. i 28. Brygady organizowali obronę, gen. Murray-Lyon wydał rozkaz do częściowego odwrotu znad rzeki Muda. W nocy 16 grudnia rozpoczęto odwrót. Gen. Murray-Lyon nie powiadomił o swoich zamierzeniach dowódcy garnizonu wyspy Penang, na której znajdowało się lotnisko, co spowodowało, że w ręce Japończyków dostało się 12 samolotów, zapasy żywności, leków oraz benzyny.
Po tej kolejnej klęsce gen. Percival postanowił skierować w rejon działań 11. Dywizji Piechoty australijską 8. Dywizję Piechoty. 18 grudnia wyznaczył także nową linię obrony na rzece Krian. W ten rejon skierowano dwie brygady australijskie, które do tej pory znajdowały się w rejonie przesmyku Johor. Do wysłania Australijczyków na front jednak nie doszło. Percivalowi zwrócono uwagę, że jedynymi wojskami w rejonie Singapuru będą oddziały forteczne i w razie desantu nie zdołają powstrzymać Japończyków. Percival zrezygnował z tych planów. Postanowił jednak przesunąć linię obrony nad rzekę Perak w rejon miasta Kuala Kangsar. Yamashita nie zamierzał czekać i dać Brytyjczykom czas na przegrupowanie sił. Japończycy postanowili, wykorzystując łodzie i kutry, zorganizować oddziały desantowe. Desantowano małe oddziały, które tworzyły przyczółek i czekały na nadejście głównych sił lądowych. Japońska taktyka spowodowała chaos i dezorganizację brytyjskiej obrony. Dodatkowo porażki Brytyjczyków wywołały fatalne nastroje wśród ludności cywilnej. Ludność pochodzenia malajskiego często pomagała Japończykom podczas marszu przez dżungle.
Szybki marsz przez dżunglę 25. Armii legł u podstaw mitu o specjalnym wyszkoleniu wojsk Yamashity. Armia ta została specjalnie utworzona w celu zdobycia Malajów, a dywizje stacjonowały wcześniej w Chinach. Ważnym elementem było doświadczenie bojowe, jakie mieli Japończycy. 80% żołnierzy i oficerów brało udział w kampanii w Chinach. Byli zahartowani w niewygodach wojennej służby. Sztab 25. Armii odbył studia nad przyszłym terenem walk. Wnioski, jakie wyciągnięto, były zaskakujące. Stwierdzono, że o szybkości poruszania się piechoty będą decydować nogi żołnierzy. Używanie sprzętu motorowego na wąskich gruntowych drogach i na dodatek w porze monsunowej będzie hamowało posuwanie się jednostek naprzód. Dywizje otrzymały jedyny przydatny w tych warunkach pojazd, jakim był rower. Piechota japońska zwiększyła dzięki temu tempo marszu dwukrotnie. Wprowadzenie czołgów wiązało się z ryzykiem, ale należy pamiętać, że czołgi lekkie Typ 95 Ha-Go ważyły 7,4 t, a średnie Typ 97 Chi-Ha 15,5 t. Załogi jednak nie atakowały i nie walczyły w dżungli, lecz operowały w rejonie dróg bitych. Dawało to silne wsparcie piechoty i przy całkowitym braku doświadczenia żołnierzy hinduskich odnosiło pożądany skutek. Brytyjczycy mogli stosować armaty 2- lub 6-funtowe, które bez żadnych problemów niszczyły oba typy czołgów, jednak ich liczba była niewystarczająca.

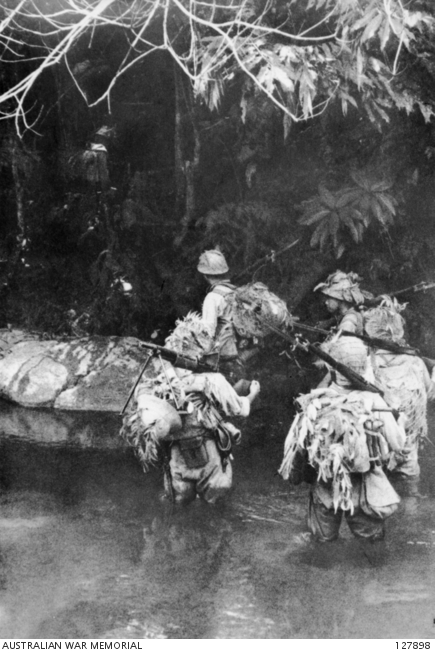
Japońscy żołnierze przekraczają rzekę podczas walk na Malajach, 26 stycznia 1942 roku

17 grudnia Percival wydał rozkaz, aby siły 11. Dywizji Piechoty zostały wzmocnione przez 12. Brygadę brygadiera Parisa. 12. Brygada składała się z: 5/12 Punjab, 4/19 Hajdarabad, 2/ Argyll & Southerland Highlanders oraz 122. pułku artylerii polowej i bombajskiego 12. pułku artylerii. Sytuacja pogarszała się jednak z dnia na dzień. Po przełamaniu pozycji obronnych nad rzeką Perak gen. Yamashita wprowadził do walki Dywizję Gwardii Cesarskiej. Gwardziści wręcz rwali się do walki. 28 grudnia zajęli Ipoh i skierowali się na Kuala Lumpur, które padło 13 stycznia. Sytuacja się pogorszyła, gdy Japończycy desantowali batalion piechoty w rejonie Telok Anson. Oznaczało to wyjście na tyły broniących się wojsk na rubieży rzeki Perak. Pozostał odwrót. 31 grudnia III Korpus obsadził pozycję pod Kampar. Gen. Heath ponownie powierzył pierwszą linię obrony 11. Dywizji Piechoty, a gen. Percival wydał rozkaz utrzymania tych pozycji co najmniej do 15 stycznia 1942 roku. Nowy rok miał przynieść kolejne porażki Brytyjczyków, aż do upadku Singapuru. Niepowodzenia w dotychczasowych walkach na Malajach spowodowały odwołanie ze stanowiska głównodowodzącego na Dalekim Wschodzie marsz. Brooke’a-Pophama, zastąpił go gen. por. sir Henry Pownall. Podobny los spotkał dowódcę hinduskiej 11. Dywizji Piechoty gen. Murraya-Lyona, którego zastąpił brygadier Paris.

Zastosowana strategia wysadzania desantów na tyłach wojsk brytyjskich przyniosła Yamashicie duże sukcesy. Zastosowano ten manewr ponownie, co zmusiło 11. Dywizję Piechoty do opuszczenia pozycji pod Kampar. Wycofanie wojsk rozpoczęto 3 stycznia 1942 roku. Dywizja wycofana została w rejon rzeki Slim i zajęła pozycje na północ od Kuala Lumpur. Percival zdał sobie sprawę, że dalsza obrona musi zostać wzmocniona. Do Singapuru przybyła indyjska 45. Brygada Piechoty, która miała wzmocnić siły obrońców. Składała się jednak w większości z żołnierzy, którzy nie przeszli pełnego wyszkolenia. Wielu nie ukończyło jeszcze 18. roku życia. Jak wspominał gen. Percaival: 
Byli zbyt młodzi, niedoświadczeni, słabo przeszkoleni, a wielu z nich po morskiej podróży nie nadawało się do walki.
 Percival zwrócił się do przedstawiciela Royal Navy z zadaniem powstrzymania desantów japońskich. Początkowo zarówno on, jak i jego sztab nie dostrzegli zagrożenia tymi operacjami. Pierwsze raporty napływające ze sztabu 11. Dywizji Piechoty zostały skwitowane: 
Musicie sobie z tym poradzić własnymi siłami.
 4 stycznia w rejonie Kuala Selangor Japończycy ponownie desantowali batalion piechoty, oznaczało to zagrożenie dla utrzymania linii obrony na rzece Slim. Royal Navy przeprowadziła kontrakcję przeciwko flotylli desantowej i zatopiła dwa kutry. 8 stycznia batalion piechoty z 5. Dywizji Piechoty ponownie przeprowadził udany desant w rejonie Port Swettenham. Równocześnie z operacjami na wybrzeżu pozycje brytyjskie w rejonie rzeki Slim były atakowane przez Dywizję Gwardii Cesarskiej. Siła japońskiego natarcia została skierowana na pozycje zajmowane przez 4/19 Hajdarabad oraz 2/5 Punjab. Oba bataliony znajdowały się w trudnym położeniu. W dotychczasowych walkach poległo także wielu podoficerów i oficerów. Natarcie japońskie rozpoczęło się 7 stycznia o godz. 6:00 rano. Piechota japońska została wsparta czołgami, które posuwały się w pierwszej linii. Japończycy wyszli z założenia, że Brytyjczycy nie dysponują dostateczną ilością broni przeciwpancernej i czołgi bez trudu przełamią linię obrony. Kolumna japońskich czołgów dotarła do pozycji obsadzonej przez kompanię odwodową pułku Punjab. Jak wspomina dowódca 2/5 Punjab płk Deakiing: 
Załogi czołgów ostrzeliwały nasze pozycje z broni maszynowej, na nasze pozycje spadały granaty moździerzowe, czołgi i piechota zbliżały się do naszych pozycji. Czołowy pluton naszych wojsk otworzył ogień, rzucili granaty, ostrzelali czołgi z rusznic przeciwpancernych, jeden czołg dostał pociskiem w gąsienice i stanął. Drugi został trafiony przez armatę z pozycji A&SH, a trzeci wjechał na minę założoną przez naszych saperów.

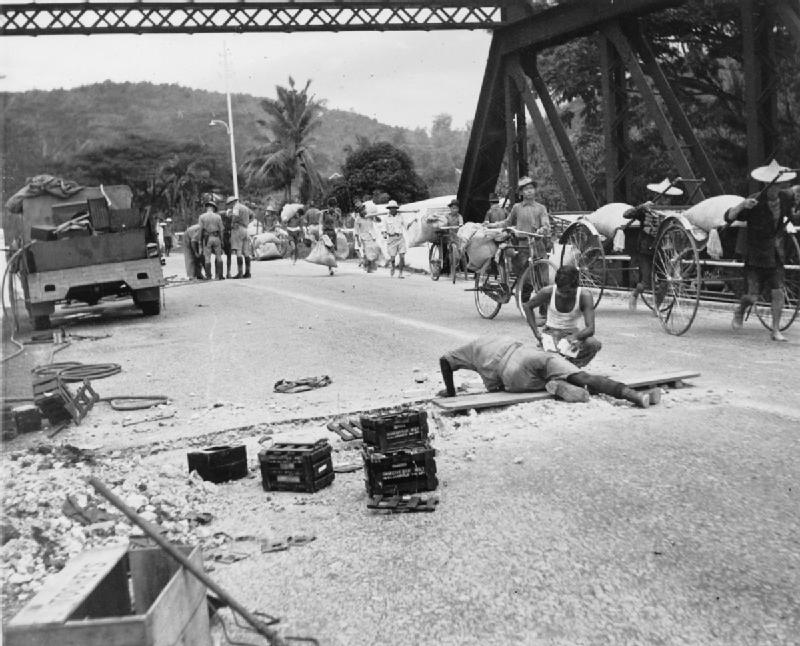
Brytyjskie wojska inżynieryjne przygotowują się do wysadzenia mostu w pobliżu Kuala Lumpur w czasie odwrotu

Natarcie zostało zatrzymane. Japończykom sprzyjało jednak szczęście. Okazało się, że droga była niedawno remontowana. Początkowo droga była bardzo kręta, z tych powodów zdecydowano się na przebudowę, co spowodowało „wyprostowanie” jej. Pozostawiono jednak stare odcinki, które zostały znalezione przez japońskie patrole. Piechota i czołgi mogły poruszać się tymi odcinkami i wyjść na tyły Brytyjczyków.
O godz. 6:30 rano japońska piechota wspierana przez 30 czołgów z 6. pułku czołgów ruszyła pierwszym objazdem w rejonie 62 mili. Japończycy wyszli na tyły Argyll & Southerland Highlanders oraz niczego się niespodziewającego 5/14 Punjab. Pojawienie się japońskich czołgów na tyłach własnych wojsk doprowadziło do całkowitego załamania obrony. Część żołnierzy z 5. batalionu rzuciła się do ucieczki, część stawiała zacięty opór. Szkoci walczyli zacięcie o most drogowy, który jednak wpadł w ręce Japończyków. Zacięta obrona Szkotów nie zmieniła jednak sytuacji. Japończycy przerwali obronę i skierowali się na Trolak. O godz. 8:30 próbę powstrzymania oddziałów japońskich podjął 2/9 Gurkha, który obsadził pozycje w rejonie Kampon Slim. Gurkhowie zdołali wytrzymać pierwszy atak, jednak w rejonie mostu kolejowego, gdzie znajdował się 2/1 Gurkha, czołgi japońskie dosłownie zgniotły obrońców. Z 2. batalionu zdołało się uratować zaledwie 2 oficerów i 25 szeregowych. Gurkhowie z 2/9 Gurkha musieli się zatem wycofać, aby nie podzielić losu swoich towarzyszy. Most kolejowy na rzece Slim osłaniany był przez baterię armat przeciwlotniczych z 16. pułku artylerii przeciwlotniczej lekkiej. Artylerzyści otworzyli ogień do czołgów, nie czyniąc jednak poważniejszych szkód. Wszyscy zginęli od ognia czołgowych karabinów maszynowych. Kolumna pancerna skierowała się dalej drogą na Trolak. Na drodze napotkała kolumnę 155. pułku artylerii polowej. Brytyjscy artylerzyści natychmiast ustawili swoje haubice kalibru 4,5 cala i otworzyli ogień. Ostrzał powstrzymał atak Japończyków, lecz ogólna sytuacja była zła. Na znajdujące się z przodu oddziały japońskie wpadały wycofujące się jednostki brytyjskie, które były likwidowane lub brane do niewoli. Straty brytyjskie wyniosły 4000 zabitych, rannych i jeńców. Stracono 33 działa i 550 samochodów oraz pojazdów.

### Reorganizacja alianckiej obrony na Malajach

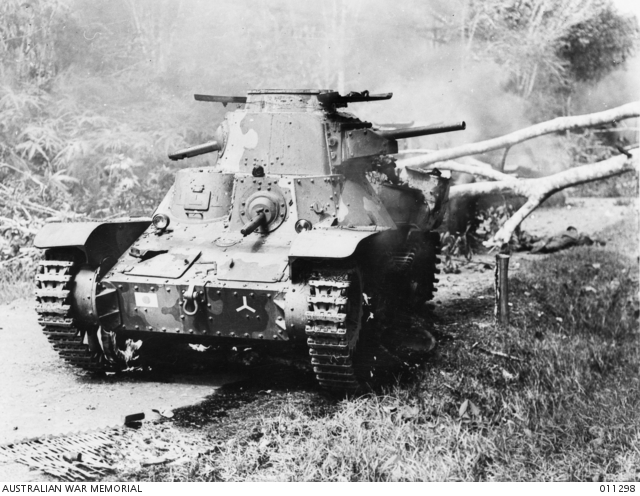
Zniszczony japoński czołg Typ 95 podczas bitwy o Muar, styczeń 1942 roku

Gdy Japończycy rozpoczynali natarcie nad rzeką Slim, do Singapuru przybył gen. sir Archibald Wavell, który miał zapoznać się z możliwościami obrony Malajów. Sytuacja, którą zastał, wyprowadziła go z równowagi. Na spotkaniu z dowódcą australijskiej 8. Dywizji Piechoty gen. Gordonem Bennettem usłyszał wiele krytycznych słów dotyczących obrony Malajów. Bennett jako Australijczyk nie podlegał dowództwu brytyjskiemu (Brytyjczycy nie mogli go odwołać) i swobodnie mógł wyrażać swoje opinie. Zdaniem Bennetta błędem było zatrzymanie jego dywizji do obrony Johor, Percival powinien wycofać z frontu 11. Dywizję Piechoty, która była rozbita i fatalnie dowodzona, podobnie jak cały III Korpus. Wavell poprosił Percivala o wyjaśnienie, dlaczego nie podjęto żadnych przygotowań do obrony prowincji Johor i Singapuru. Percival wyjaśniał, że głównym zadaniem była stabilizacja frontu. Jednak wezwany do Wavella dowódca wojsk inżynieryjnych brygadier Ivon Simson wyjaśnił, że już 25 grudnia zwrócił się do gen. Percivala z prośbą o wydanie stosownych rozkazów dotyczących rozbudowy pozycji obronnych w rejonie Singapuru. Percival odpowiedział, że to leży w gestii władz cywilnych oraz że podjęcie takich prac może osłabić morale żołnierzy. Jak wspomina jeden z oficerów Wavella: 
Generał był wstrząśnięty taką postawą, nie mógł zrozumieć dlaczego nic nie zrobiono w celu polepszenia obrony, nie zbudowano nawet zasieków, najprostszej rzeczy.

Wobec takiej sytuacji Wavell opracował plan obrony i zażądał jego bezwzględnej realizacji. Plan Wavella opierał się na wcześniejszych sugestiach gen. Bennetta i zakładał utworzenie linii obrony na rzece Muar, którą obsadzić miała australijska 8. Dywizja Piechoty. III Korpus miał zająć zachodni sektor obrony Johor. Dodatkowo wkrótce miała przybyć jako wzmocnienie brytyjska 18. Dywizja Piechoty. Wavell zakładał, że Australijczycy utrzymają pozycje (Bennet poinformował, że jego żołnierze od początku wojny trenują walki w dżungli i są znakomicie przygotowani) i do tego czasu rząd Australii wyrazi zgodę na wysłanie Korpusu, który przejmie ciężar operacji wojskowych na Malajach. Gen. Percival zaoponował, i stwierdził, że III Korpus organizuje pozycje obronne w rejonie Kuala Lumpur i oddanie tego obszaru oznaczałoby utratę kolejnego lotniska. Wavell przerwał dalszą dyskusję, stwierdzając: 
Przecież oni nie zdołają utrzymać tej pozycji, lepiej żeby już zaczęli się wycofywać.
 Percival zrozumiał, że de facto został pozbawiony dowództwa i musi realizować plan Wavella. Mimo że plan Wavella opierał się na właściwych założeniach, jego realizacja wprowadzała jeszcze większą dezorganizację. Oto bowiem 8. Dywizja Piechoty musiała przemieścić się z zajmowanych na zachodzie pozycji na wschodnie wybrzeże. Na zachodzie pozostawała hinduska 9. Dywizja Piechoty, która miała czekać na przybycie III Korpusu. Korpus ten musiał się oderwać od przeciwnika i przejść na zachód. Rozpoczęto organizację obrony. 13 stycznia Japończycy zdobyli Kuala Lumpur. Dywizja Gwardii Cesarskiej rozpoczęła marsz w kierunku Gemas. Percival rozkazał przegrupowanie sił zgodnie z planem Wavella.

### Obrona Johor

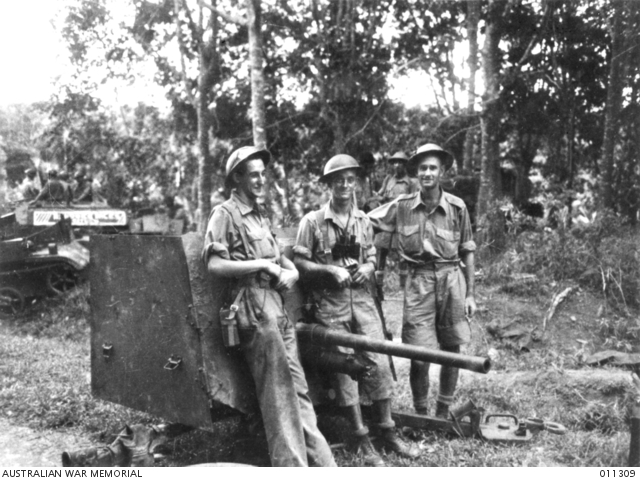
Australijska załoga armaty 2-funtowej na stanowisku bojowym w czasie bitwy o Muar

15 stycznia w rejonie Gemas znalazła się hinduska 9. Brygada Piechoty, a w rejonie Batu Anam 21. Brygada. W pierwszym rzucie dywizji gen. Nishimury znajdowały się 4. i 5. pułk Gwardii Cesarskiej. 4 pułk miał nacierać na miejscowość Sungei Bat Pahat, natomiast 5. pułk miał zdobyć Bakri. Pierwsze starcia z Hindusami pozwoliły gen. Bennettowi na zreorganizowanie obrony w rejonie Gemas. 18 stycznia w rejon walk przybyły australijska 27. Brygada Piechoty oraz hinduska 45. Brygada. Obie brygady spotkały się z Japończykami 18 stycznia. Atak 4. i 5. pułku został zatrzymany i dywizja Nishimury poniosła duże straty. Gwardziści zdołali zająć skrzyżowanie dróg w rejonie Sungei Bat Pahat, a następnie wioskę Bukit Palandonk, ale Australijczykom udało się zatrzymać natarcie. Powstrzymanie natarcia japońskiego zostało odebrane w sztabie 25. Armii jako klęska. Dywizja Gwardii Cesarskiej została skierowana do walk wzdłuż wybrzeża, a jej miejsce zajęła 5. Dywizja Piechoty. W tym czasie pozycje 45. Brygady zostały poważnie zagrożone, bowiem Japończycy wykonali desant oskrzydlający w rejonie Parit Sulong. 22 stycznia sytuacja wojsk australijskich i hinduskich była na tyle zła, że dowódca 45. Brygady ppłk. Charles Anderson nakazał odwrót. Z okrążenia udało się wydostać jedynie 400 żołnierzom hinduskim. Wycofanie się 45. Brygady spowodowało, że zostały zagrożone tyły australijskiej 27. Brygady. Równocześnie do ataku przystąpiła 5. Dywizja Piechoty gen. Matsui. Japończycy zdołali przerwać obronę i zmusili Australijczyków do wycofania się. Zdobyli także miasto Labis. Australijczycy oderwali się od przeciwnika, jednak tylko 500 żołnierzy z 27. Brygady zdołało dotrzeć do swoich pozycji. Prowincja Johor i Singapur zostały zagrożone.

### Odwrót do Singapuru

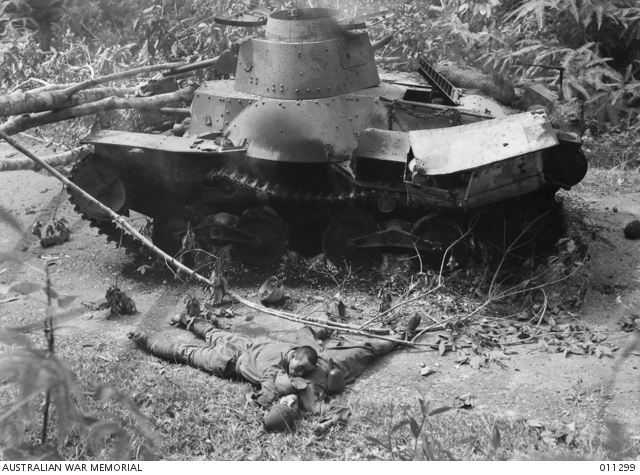
Japoński czołg Typ 95 zniszczony przez australijskich żołnierzy, 28 stycznia 1942 roku

W połowie stycznia rząd w Londynie zdał sobie sprawę, że Malaje i Singapur są zagrożone. Churchill rozpoczął „bombardowanie” szefa Sztabu Imperialnego gen. sir Hastingsa Ismaya żądaniami przedstawienia planów obrony Malajów i Singapuru. Wyrzucał brak przygotowań do obrony i niedostateczne nadzorowanie działań Percivala. W jednym z listów (z 19 stycznia) jednoznacznie stwierdził: 
Singapur [chodzi o miasto] ma zostać zamieniony w twierdzę i broniony aż do śmierci, kapitulacja nie może być brana pod uwagę w żadnym momencie.
 20 stycznia 1942 roku Churchill w liście do Wavella napisał: 
Chcę wyrazić się jasno, każdy cal ziemi musi być broniony, nie można się cofać, kwestia kapitulacji nie istnieje, obrońcy muszą walczyć nawet w ruinach.
 Stanowisko Churchilla było jasne. W tym miejscu warto przypomnieć, że to właśnie on jeszcze w połowie 1941 roku sprzeciwiał się wzmocnieniu wojsk na Malajach. Nie zgadzał się na wysłanie jednostek pancernych i lotnictwa. Obecnie wolał odpowiedzialność za nadchodzącą klęskę zrzucić na Percivala. 28 stycznia do Singapuru przybył drugi konwój z oddziałami brytyjskiej 18. Dywizji Piechoty. Jej przybycie wcale nie wzmocniło sił brytyjskich. Żołnierze po kilkunastotygodniowym rejsie byli w fatalnej kondycji. 22 stycznia gen. Percival podjął decyzję o wycofaniu się na linię Keluang – Ayer Hitam. Tego dnia miasto Singapur zostało zbombardowane przez samoloty japońskie, które wystartowały z lotnisk w Kuala Lumpur i Kuantan. Zginęło 2100 mieszkańców. 23 stycznia jednostki brytyjskie odniosły jedyny sukces w walkach z wojskami japońskimi w trakcie kampanii malajskiej. Nacierający japoński 40. pułk piechoty w rejonie Mersing został odrzucony przez australijską 22. Brygadę. Australijczycy przeszli nawet do kontrataku i zadali ciężkie straty Japończykom. Wzięto jeńców. 26 stycznia dowódca III Korpusu gen. Heath wydał rozkaz o wycofaniu wszystkich jednostek na wyspę Singapur. Zakończyła się bitwa o Malaje, rozpoczynała się bitwa o Singapur.